# طوبولوجيا تفاضلية
الطوبولوجيا التفاضلية (بالإنجليزية: Differential topology)‏ هي المجال الذي يتعامل مع الوظائف المختلفة على المشعبات المختلفة. يرتبط ارتباطا وثيقا بالهندسة التفاضلية ويكوّن معاً النظرية الهندسية للمشعبات المختلفة.

## المتعدد المتشعب
هي إحدى المجالات التي تتعامل معها الطوبوجيا التفاضلية. والمتعدد المتشعب أو الشتيتة (بالإنجليزية: Manifold) هو فضاء طوبولوجي يشبه الفضاء الإقليدي حول كل نقطة. بشكل أدق، لكل نقطة في متعدد شعب نونيّ الأبعاد جوار هوميمورفي للفضاء الإقليدي النونيّ الأبعاد.